# 14007 Fiamingo
14007 Fiamingo eller 1993 TH14 är en asteroid i huvudbältet som upptäcktes den 9 oktober 1993 av den belgiske astronomen Eric W. Elst vid La Silla-observatoriet. Den är uppkallad efter Giuseppe Fiamingo
Asteroiden har en diameter på ungefär 5 kilometer.